# Niccolò del Giudice
Niccolò del Giudice, född 16 juni 1660 i Neapel, död 30 januari 1743 i Rom, var en italiensk kardinal.

## Biografi
Niccolò del Giudice var son till Domenico del Giudice och Costanza Pappacoda. Han studerade vid bland annat La Sapienza, där han blev iuris utriusque doktor. År 1696 utsågs han till ordförande för Camera Apostolica. Under påve Clemens XI:s pontifikat utnämndes Giudice till Presidente delle strade e della grascia. Mellan 1715 och 1725 var han prefekt för Apostoliska palatset.
I juni 1725 upphöjde påve Benedikt XIII Giudice till kardinaldiakon med Santa Maria ad Martyres som diakonia. Två år senare blev han beskyddare av Karmelitorden. Giudice deltog i konklaven 1730, vilken valde Clemens XII till ny påve, och i konklaven 1740 som valde Benedikt XIV.
Kardinal Giudice avled i Rom år 1743 och är begravd i Chiesa del Carmine i Neapel.